# Omformerstation Fraugde
Omformerstation Fraugde  er en transformatorstation der ligger ved Fraugde øst for Odense. 
Den er en af to stationer, hvor den anden - Omformerstation Herslev - er placeret på Sjælland ved  Høng  mellem Slagelse og Kalundborg.
Stationen omformer jævnstrøm til vekselstrøm og omvendt, omformningen af strømmen sker i en ventilhal.
Stationen er en del af den elektriske forbindelse over Storebælt, og var det første forbindelsesled mellem Øst- og Vestdanmark. Forbindelsen skal sikre, at hvis der bliver strømafbrydelser på Fyn, kan der hentes strøm fra Jylland og Sjælland.
Omformerstationen ligger ved den Fynske Motorvej E20, hvor den fører de 400kV højspændingsledninger langs med Fynske Motorvej E20. Ledningerne hænger på de såkaldte Y–master der går til både Fynsværket og til Middelfart.